# Västarmeniska
Västarmeniska (klassisk stavning: արեւմտահայերէն, arevmdahayerēn) är en av de två standardvarianterna av armeniska; den andra är östarmeniska. Västarmeniskan är i första hand baserad på den Istanbul-armeniska dialekten, medan östarmeniska ligger närmast den Jerevan-armeniska dialekten.
Fram till början av 1900-talet talades ett antal besläktade armeniska dialekter i olika delar av det Osmanska riket. Nuförtiden återstår endast ett mindre antal av dem, inklusive i delar av Syrien, Libanon, Turkiet och Georgien.
Västarmeniskan är inte officiellt språk i något land och talas på 2000-talet av mindre än 1 miljoner människor. Detta kan jämföras med östarmeniskan, som i praktiken är officiellt språk i Armenien och på senare år blivit vanligare även i den armeniska diasporan.
Skillnaderna mellan väst- och östarmeniska är bland annat fonetiska. Ljuden 'b', 'd', 'dj' och 'g' i östarmeniska motsvaras av respektive 'p', 't', 'tj' och 'k' i västarmeniska.
De språkliga skillnaderna mellan västarmeniska dialekter och östarmeniska av Jerevan-snitt motsvaras enligt vissa av en liknande genetisk uppdelning mellan armenier från det västliga området och armenier från det östliga (det vill säga Kaukasien).